# Plectorhinchus gaterinus
Plectorhinchus gaterinus es una especie de animal de la familia Haemulidae en el orden de los Perciformes.

## Morfología
• Los machos pueden llegar alcanzar los 50 cm de longitud total.

## Distribución geográfica
Se encuentra desde el Mar Rojo hasta KwaZulu-Natal (Sudáfrica), Mauricio, Madagascar y Comoras.